# Orchis tridentata
Neotinea tridentata Scop. (1772), es una especie de orquídea terrestre perteneciente a la familia Orchidaceae.

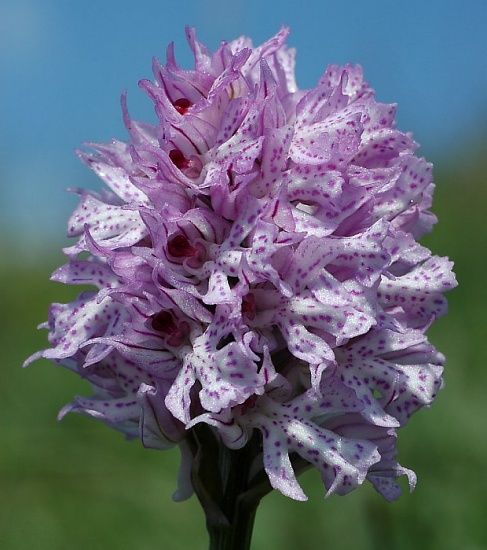

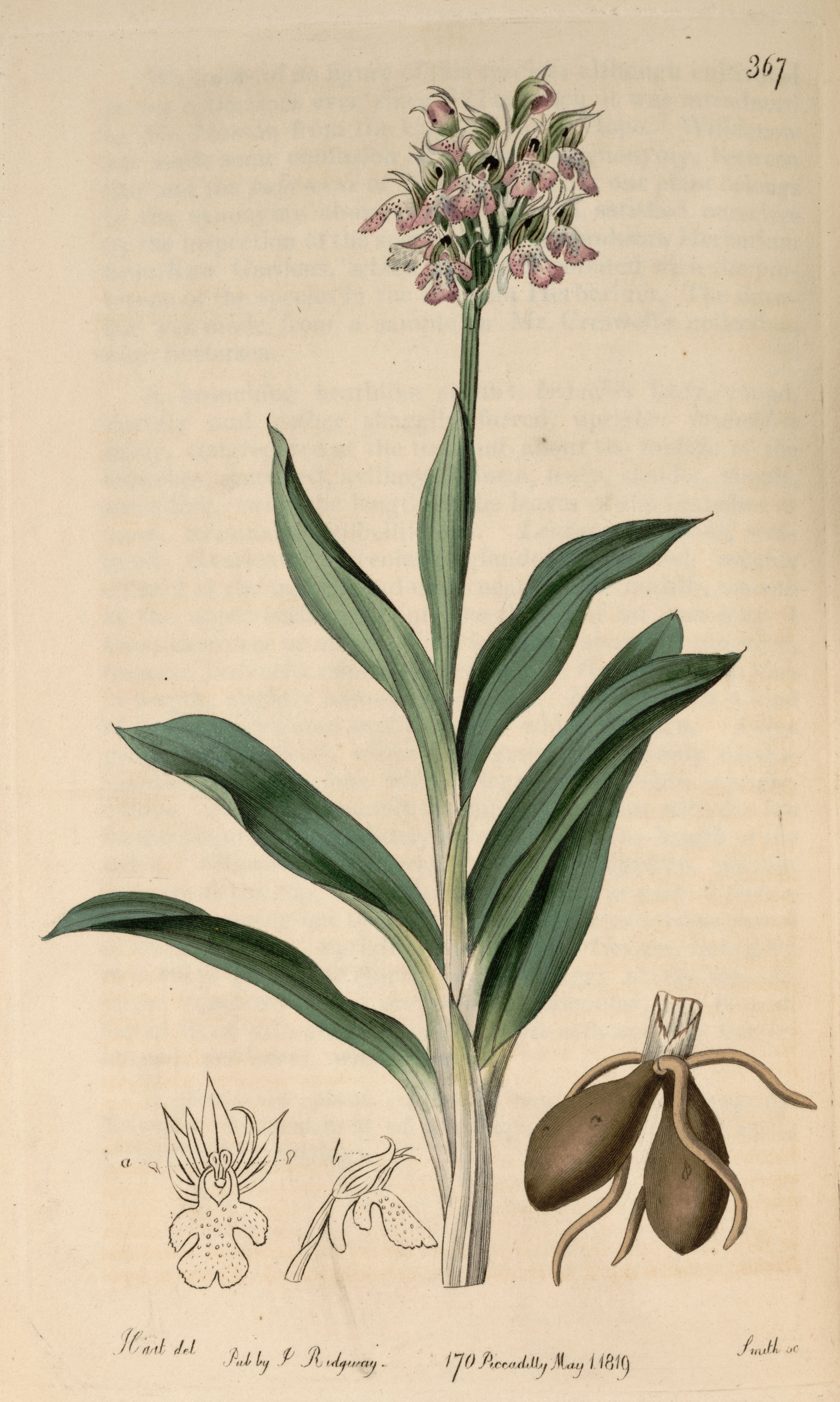
Ilustración

## Descripción
Es una planta herbácea de tamaño pequeño o medio, terrestre, que prefiere el clima frío. Tiene un tallo que alcanza los 45 cm de altura con 3 o 4 hojas basales, ovadas-lanceoladas u oblongas de color verde que presenta una inflorescencia de 5 cm de longitud, cónica u ovoide en espiga que florece en primavera con muchas flores de 2,75 cm de longitud.

## Distribución y hábitat
Se encuentra en España, Islas Baleares, Francia, Córcega, Cerdeña, Alemania, República Checa, Austria, Hungría, Suiza, Italia, Albania, Grecia, Chipre, Turquía, Bulgaria, Rumanía, Polonia, Siria, Líbano, Israel, Jordania, Irak e Irán.

## Taxonomía
Orchis tridentata fue descrita por Giovanni Antonio Scopoli  y publicado en Flora Carniolica, Editio Secunda 2: 190. 1772.
Etimología
Estas  orquídeas reciben su nombre del griego όρχις "orchis", que significa testículo, por la apariencia de los tubérculos subterráneos en algunas especies terrestres. La palabra 'orchis' la usó por primera vez  Teofrasto (371/372 - 287/286 a. C.), en su libro  "De historia plantarum" (La historia natural de las plantas). Fue discípulo de Aristóteles y está considerado como el padre de la Botánica y de la Ecología.
tridentata: epíteto latino que significa con tres dientes.
Sinonimia
- Neotinea tridentata (Scop.) R.M.Bateman, Pridgeon & M.W.Chase 1997;
- Orchis aetnensis Tineo in G.Gussone 1844;
- Orchis brevilabris Fisch. & C.A.Mey. 1854;
- Orchis mauri Jord. ex Cortesi 1903;
- Orchis parlatoris Tineo 1817;
- Orchis parviflora Ten. 1811;
- Orchis ricasoliana Parl. 1860;
- Orchis scopolii Timb.-Lagr. 1855;
- Orchis simia Vill. 1787;
- Orchis taurica Lindl. 1835;
- Orchis tridentata f. alcicornis Landwehr 1977;
- Orchis tridentata var. variegata Rchb.f.;
- Orchis variegata All. 1785[3]